# 男はつらいよ 奮闘篇
『男はつらいよ 奮闘篇』（おとこはつらいよ ふんとうへん）は、1971年4月28日に公開された日本映画。『男はつらいよ』シリーズの7作目。同時上映は『花も実もある為五郎』。本作で初めて脚本に参加した朝間義隆は、以降第48作までの全作品の脚本を共同執筆することになる。

## あらすじ
集団就職で雪国から上京しようとする若者を寅次郎が励ますというドキュメンタリー風の映像で始まる。
一年ほど前の「近々嫁をもらう」という便りを元に、寅次郎の産みの親・お菊（ミヤコ蝶々）がとらやを訪ねてきた。ふらりと寅次郎本人も帰ってくるが、お菊は「相変わらず独り身で迷惑ばかりかけている」とだらしない生活振りに怒り始める。さくらは、寅次郎の態度に怒りつつも、多少の問題のある女性であっても嫁に来てもらえるだけでありがたく思わなければならないほどの出来損ないと寅次郎を否定するお菊の言葉に対しては、猛然と抗議する。お菊は、そんな寅次郎への愛情に満ちたさくらの態度に涙ぐむ。
嫌気が差した寅次郎は、たった一晩いただけで柴又から旅立ってしまう。静岡県・富士市に啖呵売に来た寅次郎は、その日の夜、静岡県・沼津で津軽訛りの少女・花子（榊原るみ）を見かける。花子が普通の女の子より、やや頭が弱い（軽度の知的障害者）ことに気が付いた寅次郎は放っておけなくなり、花子が勤めていた職場（中学校卒業後に紡績工場やバーに勤めていた）の仕事が合わず逃げ出した事や故郷の青森県・西津軽郡・驫木（とどろき）に帰りたいと知って、交通費をカンパして青森県・弘前までの行き方を教える。万が一のために、とらやの住所を、ひらがなで書いたメモを渡し、「とらちゃんに聞いてきたと言えばいい」と告げて、二人は別れる。
数日後、桜の季節を迎えた柴又の、とらやに、花子が訪ねてくる。そこへ、花子がいるのではないかと寅次郎も戻ってきて、二人は再会を果たす。とらやの面々は花子の肉親を探そうと提案するが、寅次郎は自分が花子の面倒を見るといって聞かない。寅次郎の大袈裟とも思える世話焼きっぷりに唖然とする一同だが、当の花子は寅次郎にいつしか好意を抱くようになっていき、ついには「とらちゃんの嫁コになりたい」と打ち明ける。寅次郎は一瞬照れつつも、「花子、もうお前、どこへも行くな。ふるさとにも帰るなよ。ずっとここにいろよ。俺が一生面倒見るからよ」と本気にしてしまう。そんな寅次郎の言葉を、花子は聞いていない。しかし、寅次郎は世帯を持つことを真剣に考えるようになってしまい、挙句その話がお菊にまで伝わったことに、さくら達は不安を隠せない。
そんなある日、寅次郎が不在の折に、花子の小学校時代の教師をしていた福士先生（田中邦衛）が身元引受人として、とらやを訪れ、愛情あふれる態度で花子を連れて津軽へ帰ってしまう。それを知った寅次郎は激高し、花子は自分のようなヤクザ者のそばにいるよりも津軽の福士先生のそばにいるほうが幸せなのかよと問う。さくらは一瞬ためらうが、毅然として「そうよ」と答える。失望した寅次郎は、さくらを突き飛ばして、とらやを飛び出す。
数日後、寅次郎から、とらやに速達が届く。「花子も元気にしていたし、俺はもう用のない人間だ」といった遺書とも取れる文面に、とらや一家は嫌な予感を覚え、さくらは発信元の驫木に向かう。そこで、福士先生と、先生の学校でアルバイト職員の用務員として働き元気に過ごす花子に会う。福士先生から寅次郎が訪ねてきた時の様子を聞き、「花子ちゃんの元気な姿見て納得いったんじゃないの」と、とらやに報告するほどの感触はあったものの、まだ不安がよぎる。しかし次の瞬間、あるバス停で乗客や女性車掌に親しげに話しかける寅次郎の姿が見える。「（俺が）死ぬわけねーよな」と満面の笑みを浮かべる寅次郎であった。

## エピソード
オープニングでは初めて船の上から江戸川の土手を映している。

ラストシーンでは寅さんとさくらが同じバスに乗る珍しい形で終了する。

ラストシーンでは字幕は「岳温泉」となっているが、実際は岩木山山麓の「嶽温泉」である。本編中ではどちらも「だけおんせん」と発音している。
使用されたクラシック音楽
- テクラ・バダジェフスカ作曲：『乙女の祈り』オルゴール～寅さんがとらやに帰ってくる場面。商店街から聞こえてくる。

- ジョン・P・オードウェイ作曲、犬童球渓作詞：『旅愁』～入浴中や土手にて花子が歌う。

- ウィリアム・ヘイス作曲、犬童球渓作詞：『故郷の廃家』～土手にて花子が歌う。

- スティーブン・フォスター作曲：『夢見る人』メロディー～寅さんと花子が訪れるデパート店内。

- 岡野貞一作曲、高野辰之作詞：『春の小川』～さくらが田野沢小学校を訪れる。

DVDに収録されている「予告編」には次のような没シーンやカットシーンが収録されている。
- 「予告編」では珍しいメイキングシーンが三編収録されている。一つは大船撮影所で渥美清が手を振って建物の「入口」を入るシーン、帝釈天での撮影シーン、撮影を見ている群衆のシーン
- 寅さんのナレーションが初めて採用されている
- クレジットの役者紹介で、御前様と菊のシーンは本編でなく、以前撮影された作品のものである
- クレジットの食堂の店主(小さん)がラーメンを作っているアップシーン
- 百貨店でマネキンの真似をして寅さんと花子が口をとがらせるシーンの別バージョン
- 百貨店で卓上ライトを消してしまうシーンの別バージョン。本編と予告編では寅さんが持っているライトが異なっている
- 百貨店で更衣室を覗く寅さん。本編では「ON」の札であるが、予告編では「OFF」となっている
- 付け髭をしてサングラスをかけてとらやへ戻ってくるシーンが異なっている。予告編では「花子」と言ってサングラスを取っているが、本編では花子を追いかけまわしてから付け髭とサングラスを取るシーンに変更されている
- 岩木山や川、雪原、雪の中を走るSLのシーン
- 雪に埋もれている民家から寅さんが出てくるシーン
- 線路の上を歩く寅さんのシーン
- 見送る寅さんを客車側から撮影しているシーン

## スタッフ
- 監督：山田洋次
- 脚本：山田洋次、朝間義隆
- 音楽：山本直純

## キャスト
車寅次郎
演 - 渥美清
さくら
演 - 倍賞千恵子
太田花子
演 - 榊原るみ
青森県西津軽郡鰺ヶ沢町驫木から静岡県の紡績工場や、バー店に勤めていた。
冬子
演 - 光本幸子（特別出演）
御前さまのお嬢さん。第1作『男はつらいよ』のマドンナ。
菊
演 - ミヤコ蝶々
寅さんの実母。第2作『続・男はつらいよ』以来の登場。
福士先生
演 - 田中邦衛
花子の生活指導をしている青森の田野沢小学校教師。
巡査
演 - 犬塚弘
花子を保護した沼津駅前交番の警察官。
ラーメン屋
演 - 柳家小さん
沼津駅近く、来々軒の主人。
諏訪博
演 - 前田吟
おばちゃん（車つね）
演 - 三崎千恵子
梅太郎（社長）
演 - 太宰久雄
源公
演 - 佐藤蛾次郎
おじちゃん（車竜造）
演 - 森川信
御前さま
演 - 笠智衆
満男
演 - 中村はやと（ノンクレジット）
その他
福原秀雄
小野泰次郎
印刷工 - 城戸卓
職人の仲間 - 江藤孝
印刷工 - 長谷川英敏
山村桂二
職人の仲間 - 高畑喜三
職人風のとらやの客 - 北竜介

## ロケ地
- 新潟県魚沼市（越後広瀬駅）集団就職
- 千葉県松戸市矢切
- 東京都千代田区(帝国ホテル)
- 静岡県富士市(啖呵売)、沼津市(沼津駅)
- 神奈川県鎌倉市(龍口明神社)
- 青森県
  - 弘前市/弘前駅。さくらがローカル線に乗り換える。
  - 深浦町(驫木駅、西津軽郡 大戸瀬村立田野沢小学校、千畳敷)、鰺ヶ沢町(バス停)、
  - 弘前市(常磐の字湯野沢・岳温泉前バス停/弘前行きのバスに寅さんが乗車)

佐藤2019、p616、及び男はつらいよ公式HPより。

## 記録
- 観客動員：92万6000人[1]
- 配給収入：2億5000万円[1]

## 受賞
- 第26回毎日映画コンクール監督賞／山田洋次